# Sahrmühle
Sahrmühle ist ein Gemeindeteil der Gemeinde Haag im Landkreis Bayreuth (Oberfranken, Bayern). Sahrmühle liegt in der Gemarkung Haag.

## Geografie
Die Einöde liegt in Hanglage zur Beerleite, einer Anhöhe der Fränkischen Schweiz in dem südlich angrenzenden Lindenhardter Forst. Es entspringt dort der Sahrmühlbach, ein rechter Zufluss des Gosenbachs. Ein Anliegerweg führt nach Haag (1,2 km nordöstlich).

## Geschichte
Sahrmühle gehörte zur Realgemeinde Haag. Gegen Ende des 18. Jahrhunderts bestand Sahrmühle aus einem Anwesen. Die Hochgerichtsbarkeit stand dem bayreuthischen Stadtvogteiamt Creußen zu. Das bayreuthische Amt Unternschreez war Grundherr der Mühle.
Von 1797 bis 1810 unterstand der Ort dem Justiz- und Kammeramt Bayreuth. Mit dem Gemeindeedikt wurde Sahrmühle dem 1812 gebildeten Steuerdistrikt Haag und der zugleich gebildeten Ruralgemeinde Haag zugewiesen.

### Einwohnerentwicklung
| Jahr      | 001822 | 001861 | 001871 | 001885 | 001900 | 001925 | 001950 | 001961 | 001970 | 001987 |
| Einwohner | 5      | 7      | 6      | 8      | 7      | 3      | 3      | 2      | 5      | 9      |
| Häuser    | 1      |        |        | 1      | 1      | 1      | 1      | 1      |        | 1      |
| Quelle    | [ 6 ]  | [ 9 ]  | [ 10 ] | [ 11 ] | [ 12 ] | [ 13 ] | [ 14 ] | [ 15 ] | [ 16 ] | [ 1 ]  |

## Religion
Sahrmühle ist seit der Reformation evangelisch-lutherisch geprägt und nach St. Katharina (Haag) gepfarrt.